# 马克西米利安·莱维

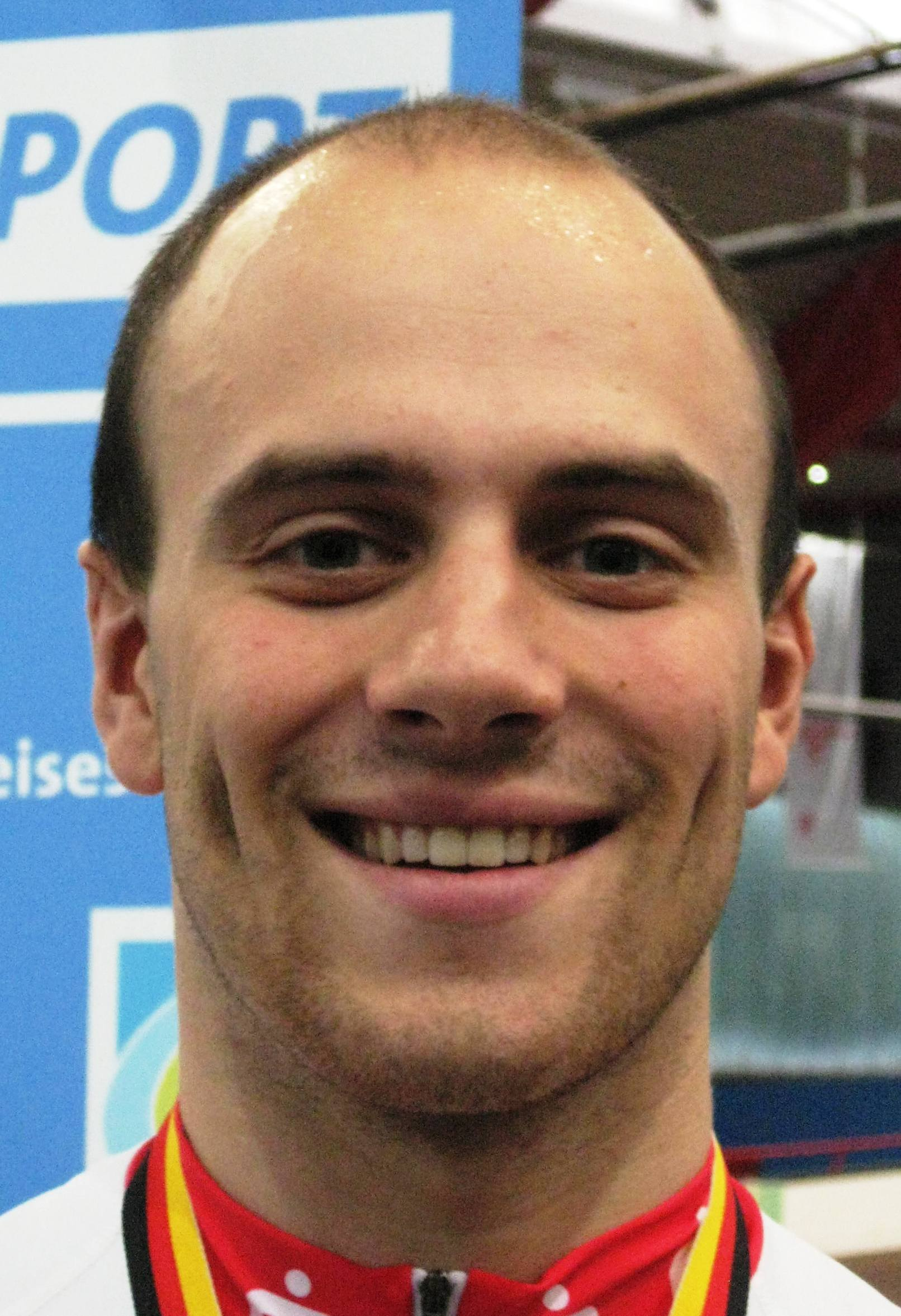

马克西米利安·莱维（1987年6月26日—），生于柏林，是一名德国男子自行车运动员。他曾参加2008年、2012年、2016年和2020年四届奥运，共获得一枚银牌和两枚铜牌。